# Primeira Divisão 1990-91
La Primeira Divisão 1990-91 fue la 57.ª edición de la máxima categoría del fútbol portugués. El campeonato se disputó entre el verano de 1990 y la primavera de 1991, con la participación de 18 equipos.
El Sport Lisboa e Benfica se proclamó campeón, conquistando así el 29.º título de su historia. El club lisboeta mostró un dominio destacado a lo largo de la temporada, asegurando el primer puesto con varias jornadas de antelación.
El máximo goleador del torneo fue Rui Águas (Benfica), con 25 goles. La competición también definió los puestos de clasificación a competiciones europeas y los descensos a la Segunda Divisão de Honra.

## Tabla de posiciones
|    | Clasificación        | Pts. | PJ | PG | PE | PP | GF | GC |
| -- | -------------------- | ---- | -- | -- | -- | -- | -- | -- |
| 1  | Benfica              | 69   | 38 | 32 | 5  | 1  | 89 | 18 |
| 2  | Porto                | 67   | 38 | 31 | 5  | 2  | 77 | 22 |
| 3  | Sporting de Portugal | 56   | 38 | 24 | 8  | 6  | 58 | 23 |
| 4  | Boavista             | 41   | 38 | 15 | 11 | 12 | 53 | 46 |
| 5  | Salgueiros           | 36   | 38 | 12 | 12 | 14 | 32 | 48 |
| 6  | Beira Mar            | 36   | 38 | 12 | 12 | 14 | 40 | 49 |
| 7  | Braga                | 34   | 38 | 13 | 8  | 17 | 42 | 45 |
| 8  | Chaves               | 34   | 38 | 10 | 14 | 14 | 49 | 52 |
| 9  | Vitória Guimarães    | 34   | 38 | 12 | 10 | 16 | 31 | 40 |
| 10 | Marítimo             | 34   | 38 | 12 | 10 | 16 | 37 | 48 |
| 11 | Farense              | 34   | 38 | 14 | 6  | 18 | 46 | 47 |
| 12 | União Madeira        | 33   | 38 | 9  | 15 | 14 | 30 | 51 |
| 13 | Gil Vicente          | 33   | 38 | 11 | 11 | 16 | 34 | 46 |
| 14 | Famalicão            | 33   | 38 | 11 | 11 | 16 | 33 | 41 |
| 15 | Penafiel             | 33   | 38 | 12 | 9  | 17 | 34 | 51 |
| 16 | Tirsense             | 33   | 38 | 10 | 13 | 15 | 39 | 50 |
| 17 | Vitória Setúbal      | 32   | 38 | 11 | 10 | 17 | 53 | 53 |
| 18 | Estrela Amadora      | 32   | 38 | 9  | 14 | 15 | 37 | 46 |
| 19 | Belenenses           | 29   | 38 | 10 | 9  | 19 | 27 | 38 |
| 20 | Nacional Madeira     | 27   | 38 | 8  | 11 | 19 | 33 | 60 |

|  | Clasificado para la Liga de Campeones de la UEFA 1991-92 |
|  | Clasificado para la Recopa de Europa 1991-92             |
|  | Clasificado para la Copa de la UEFA 1991-92              |
|  | Descenso a la Segunda Divisão de Honra                   |

|                            |
| Campeón Benfica 29° título |